# Hlava válce

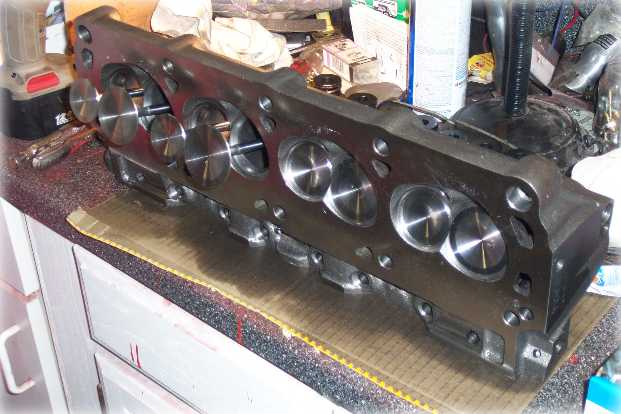
Hlava válců Ford A 302/5.0L

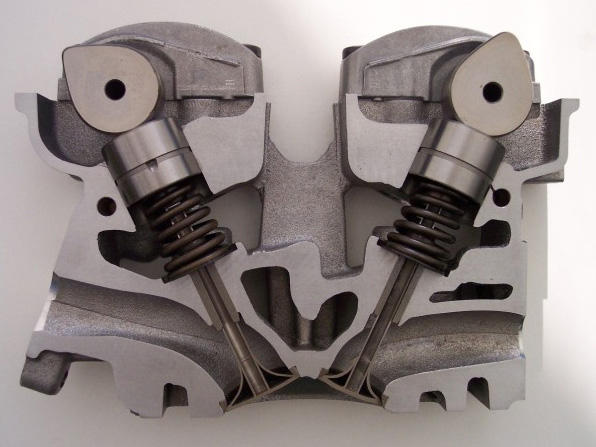
Hlava válců rozříznutá napůl, viditelný nasávací kanál, výfukový kanál, ventily

Hlava válců nebo hlava válce je konstrukční část spalovacího motoru nebo jiného pístového tepelného stroje, která u strojů běžné konstrukce obsahuje kanály pro sací a výfukový trakt, součásti ventilového rozvodu. U spalovacích motorů může obsahovat i další součásti vstřikovacích trysek nebo zapalovací svíčky. Hlava válců shora uzavírá blok válců. U spalovacích motorů je v ní vytvořen spalovací prostor se sacími a výfukovými ventily.